# Aneilema woodii
Aneilema woodii är en himmelsblomsväxtart som beskrevs av Robert Bruce Faden. Aneilema woodii ingår i släktet Aneilema och familjen himmelsblomsväxter. Inga underarter finns listade.